# Episodi di Modus (prima stagione)
La prima stagione della serie televisiva Modus è andata in onda per la prima volta in Svezia sul canale TV4 dal 23 settembre all'11 novembre 2015.
In Italia, la stagione viene trasmessa sul canale a pagamento La EFFE dal 4 aprile 2017.
| nº         | Prima TV Svezia   | Prima TV Italia |
| ---------- | ----------------- | --------------- |
| Episodio 1 | 23 settembre 2015 | 4 aprile 2017   |
| Episodio 2 | 23 settembre 2015 | 11 aprile 2017  |
| Episodio 3 | 7 ottobre 2015    | 18 aprile 2017  |
| Episodio 4 | 14 ottobre 2015   | 25 aprile 2017  |
| Episodio 5 | 21 ottobre 2015   | 2 maggio 2017   |
| Episodio 6 | 28 ottobre 2015   | 9 maggio 2017   |
| Episodio 7 | 4 novembre 2015   | 16 maggio 2017  |
| Episodio 8 | 11 novembre 2015  | 23 maggio 2017  |